# Drina
Drina (serb. Дрина) – rzeka w Bośni i Hercegowinie oraz w Serbii; prawy, najdłuższy dopływ Sawy. Długość wynosi 346 km, a powierzchnia zlewni – 19 570 km².
Rzeka powstaje z połączenia rzek Piva i Tara na północ od masywu Durmitor, koło miejscowości Hum i Šćepan Polje. Płynie przez Góry Dynarskie, na równinie Posawie tworzy szeroką dolinę z tarasami, a do Sawy uchodzi na północny zachód od miejscowości Bogatić w Serbii.
Na sporym odcinku Drina jest rzeką graniczną pomiędzy Bośnią i Hercegowiną a Serbią.
W Zvorniku i powyżej miejscowości Bajina Bašta na Drinie znajdują się zapory wodne. Na rzece rozwija się także żegluga turystyczna. Na Drinie znajdują się hydroelektrownie w Višegradzie, Bajinej Bašcie i Zvorniku. Most na tej rzece (w Višegradzie) stanowi tło dla powieści „Most na Drinie” (Na Drini Ćuprija) jugosłowiańskiego pisarza – Ivo Andricia.

## DopływyDriny
- lewe:
  - Sutjeska
  - Bjelava
  - Bistrica
  - Prača
  - Križevica
  - Drinjača
  - Janja
- prawe:
  - Ćehotina
  - Lim
  - Rzav
  - Ljuboviva
  - Jadar

## Główne miasta nad Driną
- w Bośni i Hercegowinie:
  - Foča
  - Goražde
  - Wiszegrad
  - Bratunac
  - Zvornik
  - Janja
- w Serbii:
  - Ljubovija
  - Mali Zvornik
  - Banja Koviljača
  - Loznica
  - Lozničko Polje
  - Badovinci